# Cantellius sumbawae
Cantellius sumbawae is een zeepokkensoort uit de familie van de Pyrgomatidae. De wetenschappelijke naam van de soort is voor het eerst geldig gepubliceerd in 1913 door Hoek.